# Soil (Stradivarius)
Le Stradivarius Soil est un violon fabriqué en 1714 par le luthier de Crémone Antonio Stradivari. Dénommé ainsi en référence à l'un de ses propriétaires, le collectionneur Amédée Soil, cet instrument de l'âge d'or de Stradivari est considéré comme l'un des meilleurs violons du monde. Les solistes renommés Yehudi Menuhin et Itzhak Perlman ont notamment joué sur cet instrument.

## Description
Le Soil a été fabriqué par le luthier crémonais Antonio Stradivari en 1714.
Dimensions :
- longueur de la table d'harmonie : 35,8 cm ;
- largeur du bas : 20,8 cm ;
- largeur du haut : 16,8 cm.

La table d'harmonie et le fond de l'instrument sont constitués chacun de deux pièces. Le bois du fond est flammé : les flammes sont larges et suivent une direction ascendante depuis le centre de l'instrument.
La couleur du vernis du Soil est orange dorée.

## Histoire
Amédée Soil l'acquit en 1902. Plus tard l'instrument vint au collectionneur viennois Oscar Bondy. Yehudi Menuhin en fit l'acquisition en 1950, puis le céda en 1986 à Itzhak Perlman.
« Le Soil avait un grand défaut, il éclatait comme une cathédrale dès qu'on posait l'archet sur la corde. (...) À la fin, il était devenu trop puissant pour Menuhin, qui s'en est séparé en 1986 et l'a vendu à Itzhak Perlman. »
— Étienne Vatelot

## Renommée
Le Soil est considéré comme l'un des meilleurs violons au monde,.

## Propriétaires
Les propriétaires et musiciens attestés sont les suivants :
| Interprète     | Depuis | Avéré en | Jusqu'en |
| -------------- | ------ | -------- | -------- |
| Yehudi Menuhin | 1950   |          | 1982     |
| Itzhak Perlman | 1986   |          |          |

| Propriétaire                    | Depuis | Avéré en | Jusqu'en |
| ------------------------------- | ------ | -------- | -------- |
| Jean-Baptiste Vuillaume (Paris) |        |          | 1859     |
| Massaloff (Moscou)              | 1859   |          |          |
| Amédée Soil (Tournai)           |        | 1902     | 1911     |
| Albert Caressa (Paris)          | 1911   |          | 1911     |
| Oscar Bondy (Vienne)            | 1911   |          | 1946     |
| J. Frank Otwell                 | 1946   |          |          |
| Emil Herrmann                   |        |          | 1950     |
| Yehudi Menuhin                  | 1950   |          | 1986     |
| Itzhak Perlman                  | 1986   |          |          |

## Culture populaire
- Cet instrument célèbre est un « objet de quête » dans le jeu Fallout 3 de Bethesda Softworks.